# Courtney Eaton
Courtney Jane Eaton (Bunbury, 6 januari 1996) is een Australisch actrice.

## Biografie
Eaton werd geboren in Bunbury, West-Australië. Ze studeerde aan de Bunbury Cathedral Grammar School.
Eaton woont in Los Angeles en verhuisde in 2015 naar de Verenigde Staten.